# 生涯学習
生涯学習（しょうがいがくしゅう、英語：lifelong learning）とは、人が生涯にわたり学び・学習の活動を続けていくこと。日本においては、「人々が自己の充実・啓発や生活の向上のために、自発的意思に基づいて行うことを基本とし、必要に応じて自己に適した手段・方法を自ら選んで、生涯を通じて行う学習」という定義（昭和56年の中央教育審議会答申「生涯教育について」より）が広く用いられている。類似概念に、継続教育がある。

## 概要
生涯学習の考え方は、日本の江戸期には藩校（文武学校）や寺子屋も盛んであり、欧米諸国では12世紀以前の紀元前から19世紀頃には一般的であって、多くの人々がキリスト教会やラテン語学校などを通じて今日の大学・大学院における教育課程・研究過程を学んでいた。時に幕末期・明治期以来に井上円了によって提唱された考え方は一般化・大衆化せず、大正デモクラシー以後、終戦では生涯教育の考え方は日本の教育制度に導入されず、戦後日本からは急速に消滅していく。
現在各国で実践されている生涯学習は、ユネスコ（UNESCO）のポール・ラングラン（Paul Lengrand）が1965年に初めて提唱したもので、元来はlife-long integrated education、すなわち生涯教育といわれた。日本では、心理学者の波多野完治が、この概念を日本へ紹介した。当時、生涯教育の概念は、従来の社会教育に類すると解されたことから、文部省では社会教育課が所管することになり、その後も地方教育委員会でもしばらくは社会教育課が所管する例が多かった。そして、臨時教育審議会第四次答申が「生涯学習体系への移行」を提言してからは、生涯教育よりも生涯学習の用語が主流とされ、また生涯学習は社会教育に代わるノンフォーマル教育を意味する概念として用いられる傾向が強まった。
近年まで教育は子供や他人に教えるあるいは教わるという形態が主だった。教師、親の指導に従って学ぶというもので、20世紀初頭の「児童の世紀」がスローガンになった大正自由主義教育運動では、それを「旧教育」と呼んだ。当時にあっても、子供の関心、自発性、創造力を重視することこそが、「新教育」だと考えられていた。最近では更に「自らデザインし、自ら学ぶ」、「自分で学ぶ」という行為も教育の本来の姿として強調されるようになってきた。これは、子供に限らず成人についても当てはまる。
人は、学校教育に限らず、社会や職場においても、または家庭の専業主婦・主夫や、無職・ニート・引きこもりとしていても、さらには社会の第一線から退いていても、自分のキャリアを切り開いたり（キャリアアップ）、また趣味や、娯楽として、はたまたライフワークとして、何か新しいものを学び続けたり、ボランティアとして地域社会や、特定の需要やニーズ、消費的欲求を抱えた人々のために、サービス（商品）を提供するために、継続した学習を通して、自らを高めることには、高い価値があると一般的に考えられているが、企業主導のリカレント教育や学校教育に蔓延する年齢主義と課程主義や、前例主義が本来の学び直し（リカレント教育）の機会や、ニーズを阻害しており、日本国政府「内閣・内閣官房・内閣府」（文部科学省・厚生労働省・経済産業省など）としても、日本国民の高いニーズにそうような仕組みを提供できていないのが、今日の課題となっている。

## リカレント教育（成人による新規受講）
リカレント教育（recurrent education）とは、主に学校教育を終えた後の社会人が大学等の教育機関を利用した教育のことを指す。「（社会人の）学び直し」とも言われる。
しかし「学び直し」という用語は過去に大学、大学院等の高等教育機関で学んだ事柄の再復習というニュアンスが感じられ生産性に欠けるイメージがある。実際、リカレント教育の内容は現代の学術水準を前提としたカリキュラムとなっているため、その内容も「新規受講」「初めて学ぶ」ことが殆どである。よって、これまで勉強をしてこなかった大半の者に対し「学び直し」という用語は不適切である。
生涯教育を受けて発展した概念であり、職業能力向上となるより高度な知識や技術、生活上の教養や豊かさのために必要な教育を生涯に渡って繰り返し学習することを意味する。これには、企業内教育により就業しながら必要な知識や技能を習得する教育訓練を行うOJT、仕事を一時的に離れて行う教育訓練（Off-JT）も包含されている。
リカレント教育論の概念は、スウェーデンの当時文相だったオロフ・パルメが1969年の第6回ヨーロッパ文相会議において取上げ、翌1970年に経済協力開発機構（OECD）が公式に採用して、1973年「リカレント教育 －生涯学習のための戦略－」報告書が公表されたことで国際的に広く認知された。報告書では、青少年期という人生の初期にのみ集中していた教育政策を個人の全生涯にわたって労働、余暇、その他の活動と交互に行うこととする。この教育改革を「血液が人体を循環するように、個人の全生涯にわたって循環させよう」と表現した。

### スウェーデンのリカレント教育
スウェーデンの伝統的な生涯教育機関を「コンヴックス]（Komvux)という。1968年に初めて導入された。第二次世界大戦後のスウェーデンでは、家庭が貧しいため、働き手となる人が多く、また同時に戦後の高度経済成長による労働力不足もあり、中卒で就職している人が大勢いた。しかし、経済が発展し、安定してくるにあたり、より学びたい、高度な知識を身に付けておきたいと考える人が増加し、政府主導のもと、自治体が運営する大人のための教育機関である「コンヴックス」が各地に設立された。
スウェーデンは移民が多い国としても有名。人口約1000万人のうち、約25％が外国に背景を持つ人で占められている。特に1980年以降に起きたイラン・イラク戦争やユーゴスラヴィア内戦などの影響により、多くの難民がスウェーデンで生活している。そうした人々がスウェーデンで暮らしていくために必要となるのが、語学と仕事。「コンヴックス」ではスウェーデンに移住するすべての人に開かれた教育の場であるので、外国人も無償でスウェーデン語を学ぶことが可能。

#### 「コンヴックス」
スウェーデンの伝統的な生涯教育機関。3つを主な目的としていて、20歳以上のスウェーデン在住者であれば、だれしもが無償で授業を受けることが可能。入学試験無し。
- 小中高レベルの基礎知識を身につけさせること
- もっと学びたい人に高等教育以上の学習の機会を提供すること
- 労働市場に教養のある労働力を提供すること

語学を学習しながら、並行して職業スキルを学ぶことも可能であるので、卒業後すぐに仕事に就くことが可能。「コンヴックス」は移民大国スウェーデンを支える重要な基盤となっている。

##### コンヴックスの学習スタイル
コンヴックスの学習機関では、基礎学力を身に付けるためのコースから高等学校レベルのコース、IT関連など様々で、より高度で職業的な専門知識を学ぶコースがある。看護師や保育士といった専門職資格を取得できるコースもあり、卒業後すぐに現場に出て活躍することができることも可能。

### アメリカのリカレント教育
アメリカにおけるリカレント教育の背景では、後期ベビーブーマー世代（1957年～1964年）は18歳から52歳までの34年間に平均で12.3の仕事につき、とくに18歳から24歳の間にこのうちの約半分にあたる平均で5.7の仕事についていたことが明らかとなっている。「米国労働統計局の（仕事の数、労働市場の経験、および収益の成長）：全国縦断的調査の結果より」要するに、アメリカでは転職する人が多く、定年まで1つの仕事に従事するケースは少ない。この傾向はミレニアル世代でも変わっていない。より高収入の職に就くため、人材価値を高めるため、時代の変化に合わせて成長産業に転職するため、あるいは自分磨きのためなど、転職の目的は様々だが、転職のタイミングごとに「学び直し」をする、リカレント教育を受ける傾向はすでに存在していた。
最近では、ブロックチェーン技術や金融技術、マーケティングといった革新的なテクノロジー分野の資格を短期で取得可能なオンライン講座が人気。
また、アメリカでは失業時に州の雇用関係局（EDD)から保険金の給付が受けられるほか、リカレント教育を受ける場合に一定額までの費用を支給する制度が存在する。アメリカではリカレント教育を後押ししている。

## 大学での生涯教育
近年の日本では大学の社会人入学制度などを利用しキャリアアップを図ることなどが、生涯学習の例として目立ってきている。ただし、アメリカでは、経営学修士（MBA）を取得すると給料が数倍に跳ね上がるという経済的メリットがあるが、 日本の企業では、そうした学位による経済的効果はあまり期待できない。そのため、働き盛りの人があえて休職や退職してまで大学（学部および大学院）で学ぶのは魅力に乏しく、男性の社会人入学が少ない要因になっている。
日本では、社会人入学制度は女性や高齢者が自らの学歴を高めることを目的に利用する例が多く、とくに放送大学等の通信制大学はその傾向が顕著である。そのため、中年男性の社会人入学に対する偏見がまだ残っているとの指摘もある。また、大学教育では、教授が作成した学習カリキュラムを受講生に押し付けがちで、学生が主体となってカリキュラムを作成していくという形式にはなりにくい。「自らデザインし、自ら学ぶ」、「自分で学ぶ」という行為も教育の本来の姿として考える立場からは、満足できない環境が多い。
ただし、バブル経済前後までは女性に求められた学歴が「短大・専門卒」が多く、彼女らのキャリアアップとして大学通信教育編入学によるエクステンション教育が行われ、4年制大学卒業（学士の学位授与）が大きなモチベーションとなっており、公務員・大企業では俸給区分が大卒に格上げされることが認められる場合があるなど、実質面でもメリットもある。
大学における生涯学習では、少子化、大学全入時代を前に手持ちの教育インフラが活用されている。文部科学省の指導もあって、現在では昼夜開講制や夜間大学院の制度を導入して社会人でも高度教育を受けられるようにカリキュラム編成をしている大学もあるが、修士・博士課程は単なる箔付けや自己満足になりがちであるという弊害も存在している。

## 日本政府の取り組み
- 文部科学省　「マナパス」（社会人の学びを応援するポータルサイト）において、社会人の学びに関する情報が幅広くまとめられている。　　　　（１）約5,000の大学・専門学校等の条件別講座検索、（２）自分の学習モデルを見つける修了生インタビュー、（３）費用支援や職種別の学び直しを紹介する特集ページ等、日々コンテンツの拡充に取り組んでいる。[7]
- 厚生労働省　以下のように主体的に学ぶ労働者への支援や事業者の人材育成など学びへの支援にも力を入れている。

■ 教育訓練給付金
対象講座を修了した場合に、自ら負担した受講費用の20％～70％の支給が可能。
■ 高等職業訓練促進給付金
ひとり親の方が看護師等の国家資格やデジタル分野等の民間資格の取得のために修学する場合、月10万円（※）の支給が受けられる。
※住民税課税世帯は月７万５千円、修学の最終年限１年間に限り４万円加算
■ キャリアコンサルティング
在職中の方を対象に、今後のキャリアなどについて、キャリア形成サポートセンターでキャリアコンサルタントに無料相談が可能。

### 事業主による人材育成への支援

#### ■ 人材開発支援助成金[11]
事業主が従業員に対して職務に関連した訓練を実施した場合や、新たに教育訓練休暇制度を導入して、教育訓練休暇を与えた場合に、訓練経費や制度導入経費等の助成が受けられる。

#### ■ 生産性向上支援訓練[12]
専門的な知見とノウハウを有する民間機関等に委託し、事業主のニーズに応じて、講義だけでなくグループワークなど効果的な演習を取り入れて実施する訓練である。
また、個別企業の課題に合わせてカリキュラムモデルをカスタマイズするオーダーコースを中心に、規模の⼩さな企業でも利⽤しやすいオープンコースも展開しており低コストで受けられる。

#### ■ 企業内のキャリアコンサルティング（セルフ・キャリアドック）[13]
企業内のキャリアコンサルティングの導入に向けて、無料でキャリアコンサルタントによる試行的なキャリアコンサルティングや相談支援を受けることができる。

### 経済産業省における取組

#### ■ 巣ごもりDXステップ講座情報ナビ[14]
近年のデジタルスキルの必要性やコロナ禍における社会人の学び直しの意欲の高まりを背景として、デジタルスキルを学び始めたい方に向けて、無料のオンライン学習コンテンツを紹介している。

#### ■ 情報処理技術者試験・情報処理安全確保支援士試験[15]
「情報処理の促進に関する法律」に基づき、ＩＴに関する「知識・技能」が一定以上の水準であることを認定することを通じ、知識・技能の向上、ＩＴ人材の育成・確保のために、国家試験として実施している。また、ITパスポート試験（情報処理技術者試験の一試験区分）については、ITを利活用するすべての社会人・これから社会人となる学生が備えておくべき、ITに関する基礎的な知識が証明できる国家試験として、通年で実施している。

#### ■ 第四次産業革命スキル習得講座認定制度
IT・データを中心とした将来の成長が強く見込まれ、雇用創出に貢献する分野において、社会人が高度な専門性を身に付けてキャリアアップを図る、専門的・実践的な教育訓練講座を経済産業大臣にも認定されている。